# 蘭卡斯特和弗利特伍德 (英國國會選區)
蘭卡斯特和弗利特伍德（英語：Lancaster and Fleetwood），英國國會一郡選區，包括英格蘭西北部蘭開夏郡的蘭卡斯特市和懷爾一部。
始於2010年。在2010年大選中保守黨的埃里克·奧利倫肖以36.1%選票勝出該區。